# Ginasservis
Ginasservis település Franciaországban, Var megyében. Lakosainak száma 2036 fő (2022. január 1.). Ginasservis Saint-Paul-lès-Durance, Artigues, Esparron, Rians, Saint-Julien, La Verdière és Vinon-sur-Verdon községekkel határos.

## Népesség
A település népességének változása:
| Lakosok száma | 1562 | 1709 | 1819 | 1799 | 1859 | 1874 | 1930 | 1983 | 2036 |
|               | 2013 | 2015 | 2016 | 2017 | 2018 | 2019 | 2020 | 2021 | 2022 |